# Erik Kynard
Erik Kynard Jr. (* 3. Februar 1991 in Toledo, Ohio) ist ein US-amerikanischer Hochspringer.
Als Student an der Kansas State University wurde er 2011 und 2012 NCAA-Meister. Bei den Leichtathletik-Weltmeisterschaften 2011 in Daegu schied er in der Qualifikation aus. Bei den Trials für Teilnahme an den Olympischen Spielen 2012 in London belegte er den zweiten Platz. Anschließend gewann er hinter dem Russen Iwan Uchow die Silbermedaille. 2013 wurde Kynard US-Meister und Fünfter bei den Weltmeisterschaften 2013 in Moskau.
Nachdem Uchow des Dopings überführt worden war, erkannte ihm das Internationale Olympische Komitee den Olympiasieg im Januar 2019 ab. Mit der Bestätigung des Urteils durch den Internationalen Sportgerichtshof im April 2021 erhielt Kynard nachträglich die Goldmedaille zugesprochen. Diese wurde ihm bei während der Olympischen Spiele in Paris 2024 überreicht.

## Persönliche Bestleistungen
- Hochsprung: 2,37 m, 4. Juli 2013, Lausanne
  - Halle: 2,33 m, 12. Februar 2011, Fayetteville